# Michel Bourgoin
Michel Bourgoin (Reims, 24 de noviembre de 1936-La Roche-sur-Yon, 25 de abril de 2020) fue un deportista francés que compitió en judo. Ganó tres medallas en el Campeonato Europeo de Judo entre los años 1958 y 1962.

## Palmarés internacional
| Campeonato Europeo | Campeonato Europeo | Campeonato Europeo | Campeonato Europeo |
| Año                | Lugar              | Medalla            | Categoría          |
| ------------------ | ------------------ | ------------------ | ------------------ |
| 1958               | Barcelona (España) | Medalla de oro     | 1.er dan           |
| 1961               | Milán (Italia)     | Medalla de plata   | Abierta            |
| 1962               | Essen (RFA)        | Medalla de bronce  | 4.º dan (A)        |